# Auguste Hude
Antoine Auguste Hude est un homme politique français né le 6 juillet 1851 à Bercy (Seine) et décédé le 23 décembre 1888 à Mostaganem (Algérie).
Négociant en vins en gros, maire d'Issy-les-Moulineaux, conseiller d'arrondissement, il est député de la Seine de 1885 à 1888, siégeant au groupe de la Gauche radicale. Il s'occupe principalement des questions viticoles.

## Sources
1. ↑  Archives en ligne de Paris, fichiers de l'état civil reconstitué, vue 30/51

- « Auguste Hude », dans Adolphe Robert et Gaston Cougny, Dictionnaire des parlementaires français, Edgar Bourloton, 1889-1891 [détail de l’édition]